# 船岡駅 (宮城県)
船岡駅（ふなおかえき）は、宮城県柴田郡柴田町船岡中央1丁目にある、東日本旅客鉄道（JR東日本）東北本線の駅である。

## 歴史
- 1929年（昭和4年）2月25日：開業[3]。
- 1980年（昭和55年）9月20日：貨物の取り扱いを廃止[3]。
- 1984年（昭和59年）2月1日：荷物の扱いを廃止[3]。
- 1986年（昭和61年）12月24日：みどりの窓口を設置[4]。
- 1987年（昭和62年）4月1日：国鉄の分割民営化により、東日本旅客鉄道の駅となる[3]。
- 1990年（平成2年）8月4日：コミュニティプラザを併設した駅舎に改築[5]。
- 2003年（平成15年）
  - 6月26日：自動改札を導入[6]。
  - 10月26日：ICカード「Suica」の利用が可能となる[7]。
- 2014年（平成26年）10月1日：業務委託化。船岡駅長が廃止され、岩沼駅長管理下となる。
- 2023年（令和5年）3月31日：みどりの窓口の営業を終了[8]。
- 2024年（令和6年）10月1日：えきねっとQチケのサービスを開始[1][9]。

## 駅構造
単式ホーム2面2線を持つ地上駅である。元々は単式・島式ホーム2面3線であったが、中線の架線は撤去されており、保守用となっている。
JR東日本東北総合サービスが受託する業務委託駅で、岩沼駅が当駅を管理する。
駅舎は1990年（平成2年）8月に完成した木造平屋建てで、鉄骨造2階建てのコミュニティプラザを併設している。
改札口は2か所あり、1階部分のホームに面したものと、跨線橋の2階部分に東西自由通路と直結したものとがある。1階改札口はJR社員が配置され、自動券売機（Suica対応）と自動改札機（Suica、えきねっとQチケ対応）が設置されている（自動精算機はない）。2階改札口は地元柴田町の要望により設置され、当初からJR東日本東北総合サービスに委託されており、Suica対応自動券売機と簡易Suica改札機が設置されている。土休日は終日閉鎖されるが、4月の花見シーズンや1月、2月に仙台大学の入試があるときなどは臨時営業する。

### のりば
| 番線 | 路線      | 方向 | 行先           |
| ---- | --------- | ---- | -------------- |
| 1    | ■東北本線 | 上り | 白石・福島方面 |
| 2    | ■東北本線 | 下り | 仙台方面       |

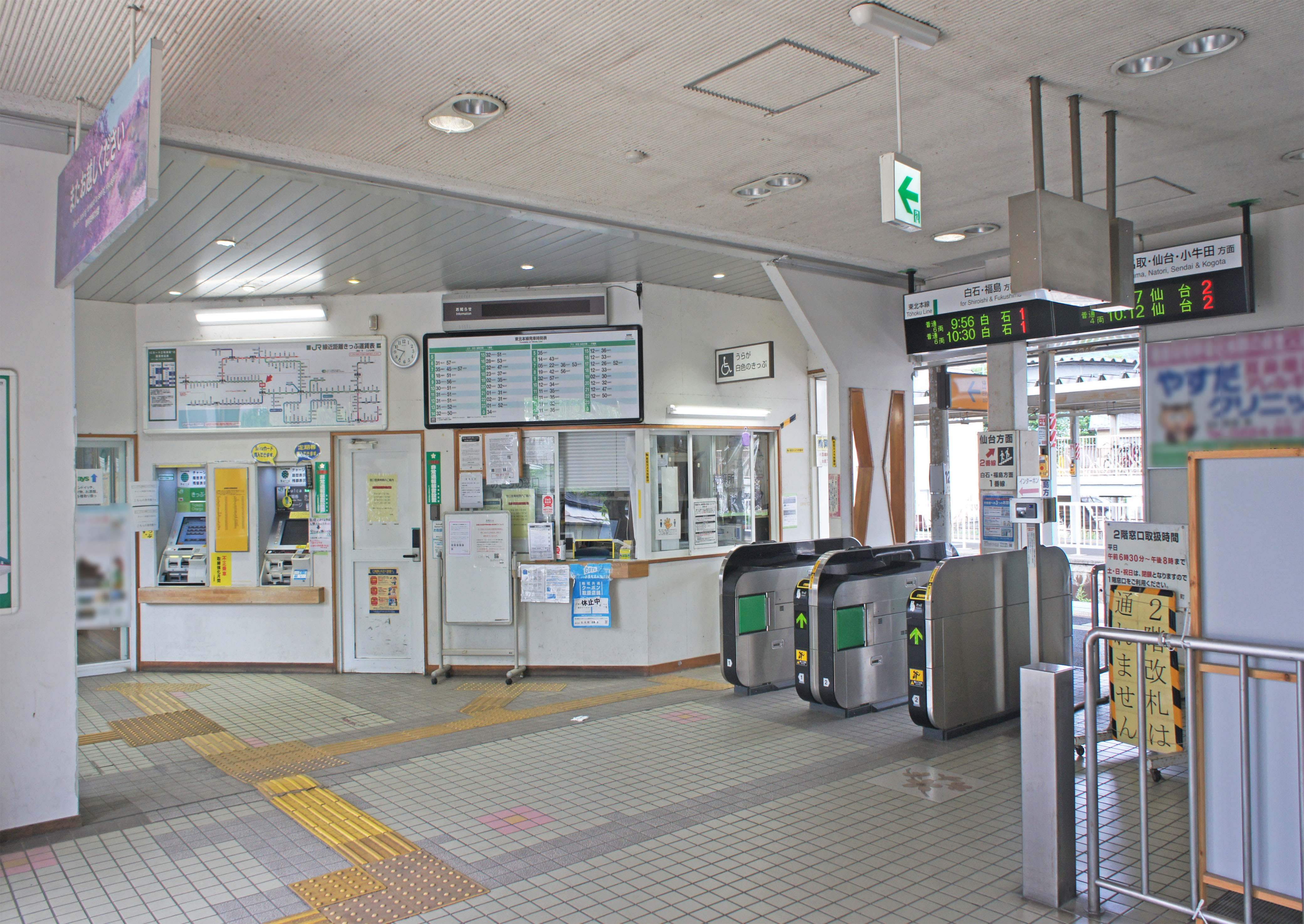
1階改札口（2022年5月）
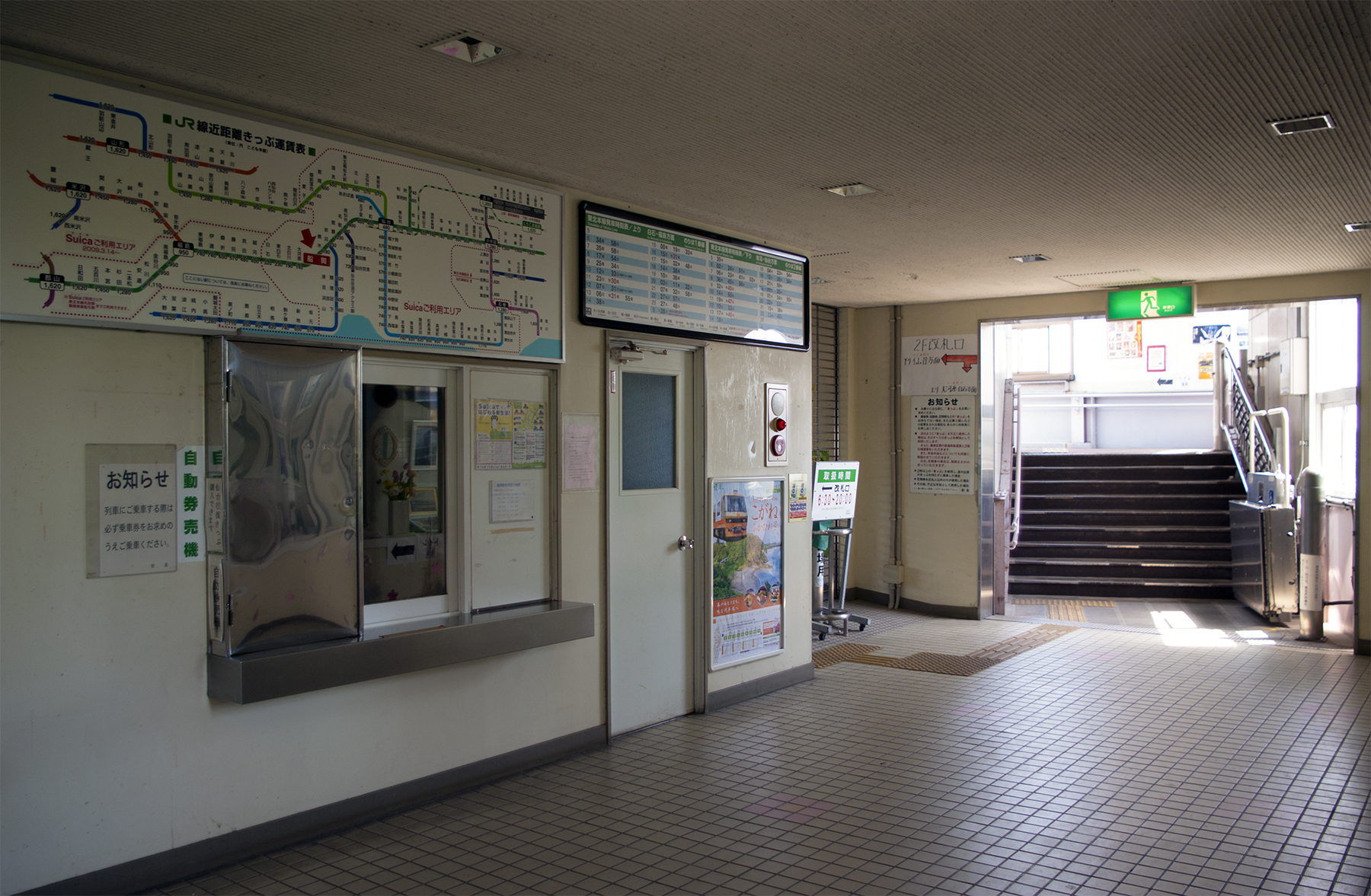
2階改札口（2010年5月）
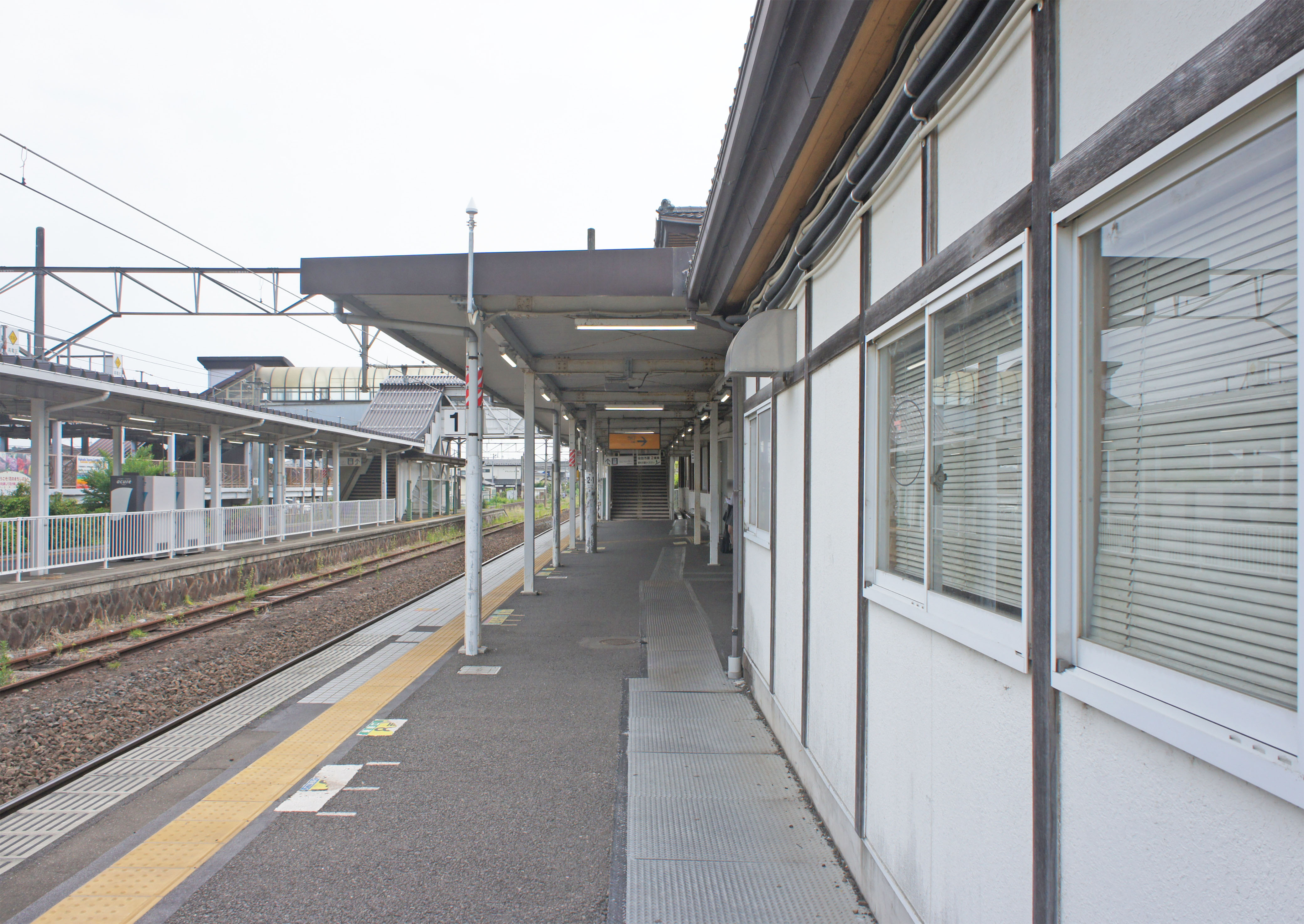
1番線ホーム（2022年5月）
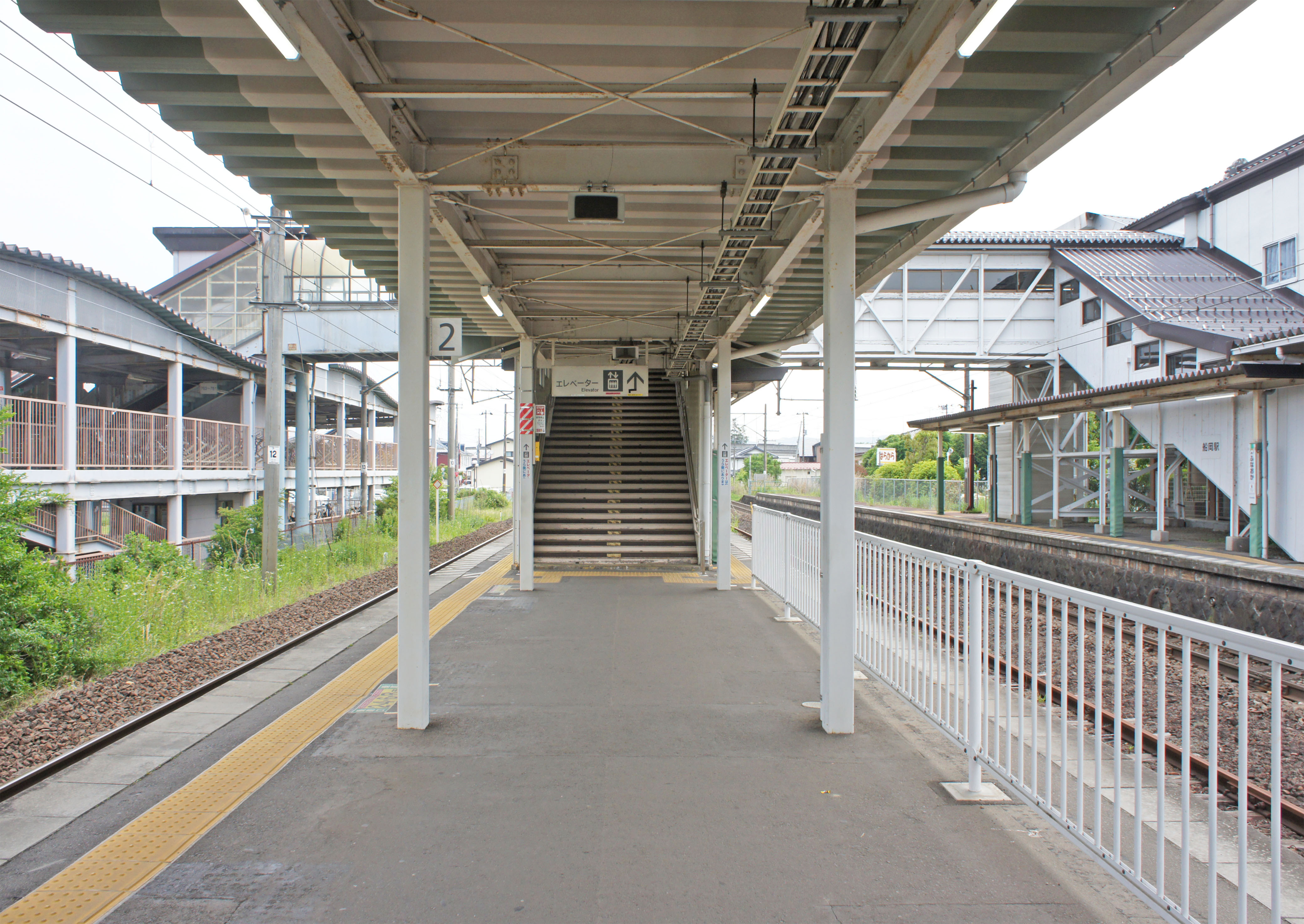
2番線ホーム（2022年5月）

## 利用状況
JR東日本によると、2023年度（令和5年度）の1日平均乗車人員は2,918人である。
2000年度（平成12年度）以降の推移は以下のとおりである。
| 1日平均乗車人員推移 | 1日平均乗車人員推移 | 1日平均乗車人員推移 | 1日平均乗車人員推移 | 1日平均乗車人員推移 |
| 年度                | 定期外              | 定期                | 合計                | 出典                |
| ------------------- | ------------------- | ------------------- | ------------------- | ------------------- |
| 2000年（平成12年）  |                     |                     | 3,234               | [ 利用客数 2 ]      |
| 2001年（平成13年）  |                     |                     | 3,262               | [ 利用客数 3 ]      |
| 2002年（平成14年）  |                     |                     | 3,224               | [ 利用客数 4 ]      |
| 2003年（平成15年）  |                     |                     | 3,248               | [ 利用客数 5 ]      |
| 2004年（平成16年）  |                     |                     | 3,193               | [ 利用客数 6 ]      |
| 2005年（平成17年）  |                     |                     | 3,189               | [ 利用客数 7 ]      |
| 2006年（平成18年）  |                     |                     | 3,170               | [ 利用客数 8 ]      |
| 2007年（平成19年）  |                     |                     | 3,135               | [ 利用客数 9 ]      |
| 2008年（平成20年）  |                     |                     | 3,128               | [ 利用客数 10 ]     |
| 2009年（平成21年）  |                     |                     | 3,135               | [ 利用客数 11 ]     |
| 2010年（平成22年）  |                     |                     | 3,125               | [ 利用客数 12 ]     |
| 2011年（平成23年）  |                     |                     | 3,055               | [ 利用客数 13 ]     |
| 2012年（平成24年）  | 863                 | 2,413               | 3,276               | [ 利用客数 14 ]     |
| 2013年（平成25年）  | 916                 | 2,434               | 3,351               | [ 利用客数 15 ]     |
| 2014年（平成26年）  | 914                 | 2,400               | 3,315               | [ 利用客数 16 ]     |
| 2015年（平成27年）  | 924                 | 2,430               | 3,354               | [ 利用客数 17 ]     |
| 2016年（平成28年）  | 948                 | 2,409               | 3,357               | [ 利用客数 18 ]     |
| 2017年（平成29年）  | 966                 | 2,375               | 3,342               | [ 利用客数 19 ]     |
| 2018年（平成30年）  | 965                 | 2,360               | 3,326               | [ 利用客数 20 ]     |
| 2019年（令和元年）  | 948                 | 2,371               | 3,319               | [ 利用客数 21 ]     |
| 2020年（令和02年）  | 530                 | 1,726               | 2,256               | [ 利用客数 22 ]     |
| 2021年（令和03年）  | 600                 | 1,853               | 2,454               | [ 利用客数 23 ]     |
| 2022年（令和04年）  | 730                 | 1,952               | 2,683               | [ 利用客数 24 ]     |
| 2023年（令和05年）  | 844                 | 2,074               | 2,918               | [ 利用客数 1 ]      |

## 駅周辺

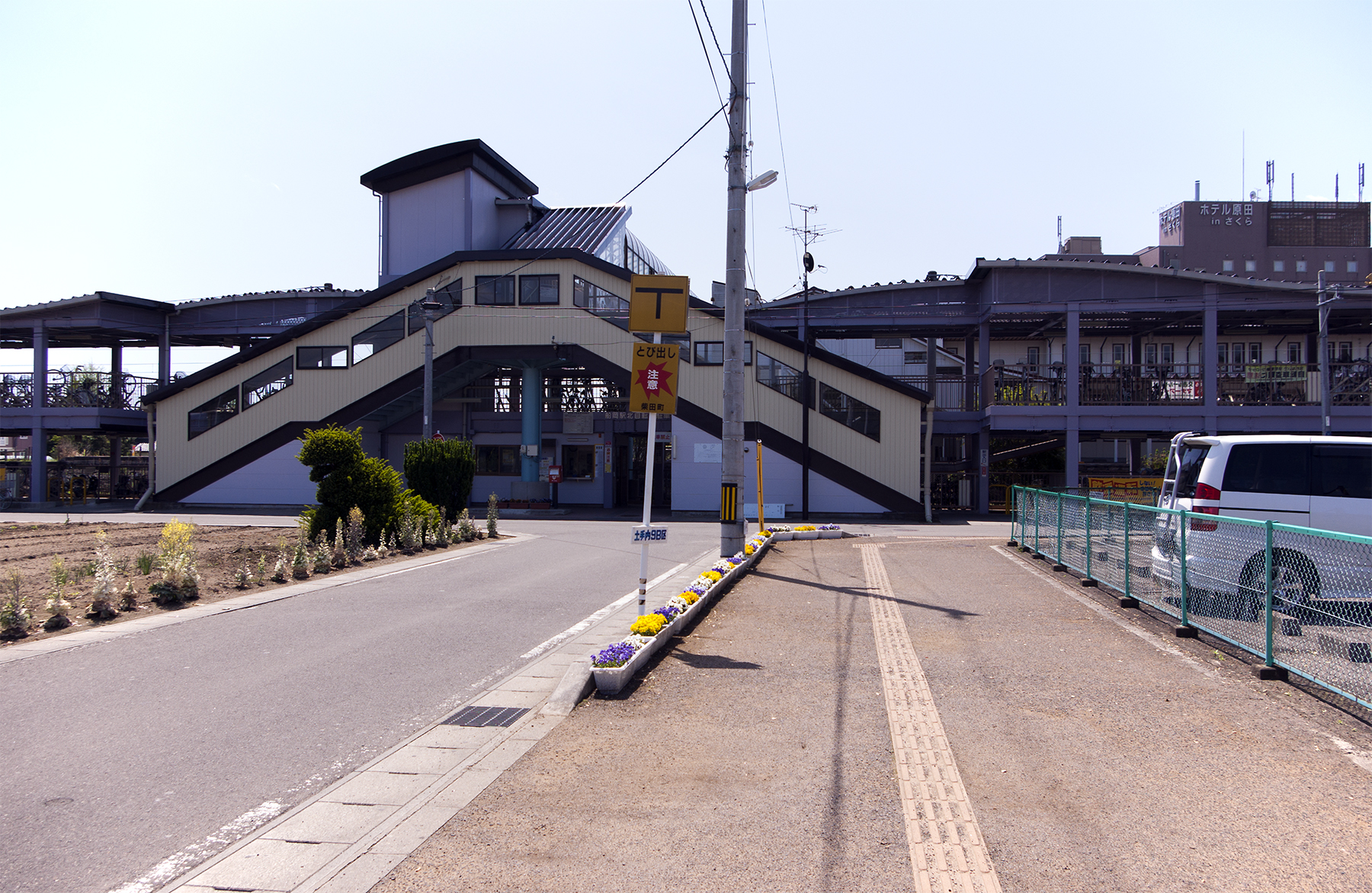
駅本屋反対側

柴田町の中心部であり、仙台都市圏のベッドタウンである。周辺には住宅街が形成され、駅の利用者も多い。
船岡駅は「伊達騒動の中心的存在であった原田甲斐の居城・船岡城を模して建設された駅」として、2002年（平成14年）に東北の駅百選に選定された。船岡城は山本周五郎の小説『樅ノ木は残った』のゆかりの地でもあり、現在、城跡は船岡城址公園となっている。ここは白石川堤の桜並木「一目千本桜」と共に桜の名所で、日本さくら名所100選にも選ばれている。
- 柴田町役場
- 柴田郵便局
- 仙台大学
- 宮城県柴田高等学校
- ED71 - 東北本線の電化黎明期を支えた電気機関車。37号機がオハフ61形客車とともに静態保存されている。
- 柴田町立船岡中学校
- 柴田町立船岡小学校
- 宮城県立船岡支援学校
- JAみやぎ仙南船岡
- 七十七銀行船岡支店
- 大河原警察署柴田交番
- 角田宇宙センター - 宇宙航空研究開発機構のロケットエンジン開発施設。行政上は角田市に属するが、当駅が最寄り。車で約10分ほど。
- イオン船岡店

## 隣の駅
東日本旅客鉄道（JR東日本）
■東北本線
大河原駅 - 船岡駅 - 槻木駅

### 記事本文
1. 1 2 3 4 5  「駅の情報（船岡駅）：JR東日本」東日本旅客鉄道。2024年8月25日時点のオリジナルよりアーカイブ。2024年9月21日閲覧。
2. ↑  『週刊 JR全駅・全車両基地』 13号 仙台駅・船岡駅・松島海岸駅ほか70駅、朝日新聞出版〈週刊朝日百科〉、2012年11月4日、23頁。
3. 1 2 3 4  石野哲 編『停車場変遷大事典 国鉄・JR編 II』（初版）JTB、1998年10月1日、404頁。ISBN 978-4-533-02980-6。
4. ↑  「仙鉄、二駅に「みどりの窓口」開設」『交通新聞』交通協力会、1986年12月23日、2面。
5. 1 2  「モダンな城風駅舎に JR船岡駅 地元プラザと合築」『交通新聞』交通新聞社、1990年8月9日、2面。
6. ↑  「仙台圏 JR在来線 41駅 自動改札でスイスイ 8月完了」『河北新報』河北新報社、2003年6月6日、夕刊、1面。
7. ↑  「2003年10月26日（日）仙台エリアSuica（スイカ）デビュー! (PDF)」（プレスリリース）、東日本旅客鉄道、2003年8月21日。2020年5月26日閲覧。
8. ↑  「駅の情報（船岡駅）：JR東日本」東日本旅客鉄道。2023年2月28日時点のオリジナルよりアーカイブ。2023年2月28日閲覧。
9. ↑  「Suicaエリア外もチケットレスで! 東北エリアから「えきねっとQチケ」がはじまります (PDF)」（プレスリリース）、東日本旅客鉄道、2024年7月11日。2024年8月1日閲覧。
10. 1 2  「JR東日本：駅構内図・バリアフリー情報（船岡駅）」東日本旅客鉄道。2024年9月22日閲覧。

### 利用状況
1. 1 2  「各駅の乗車人員 2023年度 101位以下（4）| 企業サイト：JR東日本」東日本旅客鉄道。2025年7月31日閲覧。
2. ↑  「JR東日本：各駅の乗車人員（2000年度）」東日本旅客鉄道。2025年7月31日閲覧。
3. ↑  「JR東日本：各駅の乗車人員（2001年度）」東日本旅客鉄道。2025年7月31日閲覧。
4. ↑  「JR東日本：各駅の乗車人員（2002年度）」東日本旅客鉄道。2025年7月31日閲覧。
5. ↑  「JR東日本：各駅の乗車人員（2003年度）」東日本旅客鉄道。2025年7月31日閲覧。
6. ↑  「JR東日本：各駅の乗車人員（2004年度）」東日本旅客鉄道。2025年7月31日閲覧。
7. ↑  「JR東日本：各駅の乗車人員（2005年度）」東日本旅客鉄道。2025年7月31日閲覧。
8. ↑  「JR東日本：各駅の乗車人員（2006年度）」東日本旅客鉄道。2025年7月31日閲覧。
9. ↑  「JR東日本：各駅の乗車人員（2007年度）」東日本旅客鉄道。2025年7月31日閲覧。
10. ↑  「JR東日本：各駅の乗車人員（2008年度）」東日本旅客鉄道。2025年7月31日閲覧。
11. ↑  「JR東日本：各駅の乗車人員（2009年度）」東日本旅客鉄道。2025年7月31日閲覧。
12. ↑  「JR東日本：各駅の乗車人員（2010年度）」東日本旅客鉄道。2025年7月31日閲覧。
13. ↑  「JR東日本：各駅の乗車人員（2011年度）」東日本旅客鉄道。2025年7月31日閲覧。
14. ↑  「JR東日本：各駅の乗車人員（2012年度）」東日本旅客鉄道。2025年7月31日閲覧。
15. ↑  「各駅の乗車人員 2013年度 ベスト100以外（4）：JR東日本」東日本旅客鉄道。2025年7月31日閲覧。
16. ↑  「各駅の乗車人員 2014年度 ベスト100以外（4）：JR東日本」東日本旅客鉄道。2025年7月31日閲覧。
17. ↑  「各駅の乗車人員 2015年度 ベスト100以外（4）：JR東日本」東日本旅客鉄道。2025年7月31日閲覧。
18. ↑  「各駅の乗車人員 2016年度 ベスト100以外（4）：JR東日本」東日本旅客鉄道。2025年7月31日閲覧。
19. ↑  「各駅の乗車人員 2017年度 ベスト100以外（4）：JR東日本」東日本旅客鉄道。2025年7月31日閲覧。
20. ↑  「各駅の乗車人員 2018年度 ベスト100以外（4）：JR東日本」東日本旅客鉄道。2025年7月31日閲覧。
21. ↑  「各駅の乗車人員 2019年度 ベスト100以外（4）：JR東日本」東日本旅客鉄道。2025年7月31日閲覧。
22. ↑  「各駅の乗車人員 2020年度 101位以下（4）| 企業サイト：JR東日本」東日本旅客鉄道。2025年7月31日閲覧。
23. ↑  “各駅の乗車人員 2021年度 101位以下（4）| 企業サイト：JR東日本”.   東日本旅客鉄道. 2025年7月31日閲覧。
24. ↑  「各駅の乗車人員 2022年度 101位以下（4）| 企業サイト：JR東日本」東日本旅客鉄道。2025年7月31日閲覧。